# Peter J. Ganci Jr
Peter James Ganci Jr. ( 27 de outubro de 1946 - 11 de setembro de 2001) foi um bombeiro de carreira do Corpo de Bombeiros de Nova York, morto nos ataques de 11 de setembro. Na época dos ataques, ele ocupava o posto de Chefe de Departamento, o bombeiro uniformizado de mais alta patente do departamento.

## Juventude
Peter James Ganci Jr. nasceu em 27 de outubro de 1946 e foi criado em North Massapequa, Nova York.

## Carreira
Antes de ingressar no Corpo de Bombeiros, Ganci serviu na 82ª Divisão Aerotransportada.  Nunca tendo sido destacado, Ganci estava de licença em casa com um amigo bombeiro que lhe contou sobre a morte de quatro bombeiros do Motor 18 no Incêndio da 23rd Street em Manhattan. Ganci, naquele momento, percebeu que também há um aspecto perigoso no combate a incêndios.  Enquanto ainda era voluntário no Corpo de Bombeiros de Farmingdale, Ganci estava um dia com o mesmo amigo que lhe disse que estava planejando se transferir para outra estação na cidade. Após a conversa e sua dispensa do Exército em 1968, Ganci se inscreveu e foi aceito no Corpo de Bombeiros da cidade de Nova York em 1968.
Ganci ingressou no Corpo de Bombeiros da cidade de Nova York em 1968,  servindo em empresas de motores e escadas no Brooklyn e no Bronx, começando com a Engine Company 92 no Bronx e posteriormente na Ladder Company 111.  Durante esse período no FDNY, uma época descrita pelo The New York Times como "uma era de crise", os bombeiros lutaram contra incêndios criminosos quase continuamente nos bairros mais pobres da cidade. Ganci foi promovido a tenente em 1977, capitão em 1983, chefe de batalhão em 1987 e subchefe em 1993, quando trabalhava em Bedford-Stuyvesant, Brooklyn. Em 1994, Ganci foi nomeado chefe do Bureau of Fire Investigation após a nomeação como comissário de bombeiros de Howard Safir., que precisava de um chefe uniformizado para resolver conflitos entre bombeiros e bombeiros uniformizados, conflito cuja resolução Safir credita a Ganci. Em janeiro de 1997, Ganci substituiu seu chefe Donald Burns como Chefe de Operações, o segundo cargo uniformizado mais alto do Corpo de Bombeiros.

## Durante os ataques de 11 de setembro
Na manhã dos ataques, o melhor amigo e assistente executivo de Ganci, Steve Mosiello, iria levá-lo ao tribunal, onde Ganci havia sido escalado para ser jurado.  No entanto, imediatamente após o voo 11 da American Airlines atingir a Torre Norte ( 1 World Trade Center ) às 8h46, Ganci, Mosiello e o Chefe de Operações Danny Nigro correram para lá de seu posto de comando no centro do Brooklyn .  Dirigindo até lá no carro de Ganci, eles chegaram ao local em menos de 10 minutos e montaram um posto de comando em uma rampa que levava a uma garagem perto da Torre Norte, a tempo de ver o voo 175 da United Airlines atingir a Torre Sul . às 9h03 De acordo com o Newsday, Ganci e outros estavam no porão da Torre Sul quando ela desabou, às 9h59, mas eles se retiraram dos escombros que haviam desabado sobre eles.  Ganci ordenou que seus homens estabelecessem um posto de comando diferente em um local mais seguro, mais ao norte dos edifícios, e ordenou que Mosiello adquirisse reforços. No entanto, o próprio Ganci regressou aos edifícios,  parando em frente ao 1 World Trade Center, onde dirigia os esforços de resgate com um rádio multicanal, quando o edifício desabou . Ele e o prefeito Rudy Giulianihavia falado poucos minutos antes, quando Giuliani partiu para seu posto de comando, seguindo as instruções de Ganci a Giuliani para que os bombeiros e outros limpassem a área porque era evidente que a Torre Norte iria cair. No entanto, o próprio Ganci não evacuou a área, dizendo: "Não vou abandonar os meus homens", e permaneceu naquele local com William Feehan, primeiro vice-comissário do corpo de bombeiros.
Ganci e Feehan foram mortos quando a Torre Norte desabou às 10h28  Depois que um cão de resgate localizou o corpo de Ganci,  a equipe de bombeiros de Ganci, incluindo Mosiello, retirou-o de debaixo de mais de um metro de escombros.  O ex-supervisor de Ganci, Howard Safir, comentou que Ganci "nunca pediria a alguém para fazer algo que ele mesmo não fizesse. Não me surpreendeu que ele estivesse certo na linha de frente. Você nunca veria Pete a oito quilômetros de distância, em algum centro de comando."
Ganci deixou suas irmãs, Mary Dougherty e Ellen Ganci, seus irmãos, Dan e Jim,  sua esposa, Kathleen, seus filhos, Peter Ganci III (um bombeiro designado para a Ladder Company 111 no Brooklyn) e Christopher (também um bombeiro do FDNY ), e sua filha Danielle,  que morava com Ganci em Massapequa, Nova York .

## Legado e memoriais
A Base Aérea de Manas, no Quirguistão, foi renomeada não oficialmente para ele como Base Aérea de Ganci.
No Memorial Day de 2003, a agência dos correios na 380 Main Street em Farmingdale, Nova Iorque, foi nomeada em sua homenagem.
Em 2003, o filho de Ganci, Chris Ganci, escreveu uma biografia de Ganci.
No Memorial & Museu Nacional do 11 de Setembro, Ganci é homenageado na Piscina Sul, no Painel S-17.

Em 8 de setembro de 2020, foi anunciado que a Medalha James Gordon Bennett por bravura notável seria renomeada para Ganci.